# In the Night (Dream Evil)
In the Night è il quinto album in studio del gruppo musicale svedese heavy metal Dream Evil, pubblicato nel 2010 da Century Media, e il primo della band a presentare Daniel Varghamne come chitarrista solista in sostituzione di Mark Black.
Nella traccia The Ballad viene presentata la vita nella band in vena molto ironica e viene citato il primo batterista della band Snowy Shaw (It doesn't matter where you go, he's always there/That fucking Snowy Shaw).
The Unchosen One è la terza parte di una storia iniziata con The Chosen Ones (Dragonslayer) e Chosen Twice (The Book of Heavy Metal).

## Tracce
1. Immortal – 4:38
2. In the Night – 3:15
3. Bang Your Head – 3:52
4. See the Light – 3:40
5. Electric – 3:50
6. Frostbite – 3:31
7. On the Wind – 3:45
8. The Ballad – 4:52
9. In the Fires of the Sun – 4:41
10. Mean Machine – 4:05
11. Kill, Burn, Be Evil – 2:51
12. The Unchosen One – 3:37
13. Good Nightmare (bonus track) – 4:00
14. The Return (bonus track) – 3:32

## Formazione
- Niklas Isfeldt - voce
- Daniel Varghamne - chitarra solista
- Fredrik Nordström - chitarra ritmica, tastiere
- Peter Stålfors - basso
- Pat Power - batteria